# Ibis płowy
Ibis płowy (Theristicus caudatus) – gatunek ptaka z rodziny ibisów (Threskiornithidae). Występuje w Ameryce Południowej, na południe po północną Argentynę i Urugwaj. Nie jest zagrożony wyginięciem.

## Taksonomia
Nazwę zgodną z zasadami nazewnictwa binominalnego ustalił Pieter Boddaert w 1783 – nazwał on ten gatunek Scolopax caudatus. Holotyp pochodził z Kajenny. Obecnie (2019) Międzynarodowy Komitet Ornitologiczny umieszcza ibisa płowego w rodzaju Theristicus. Wyróżnia 2 podgatunki, podobnie jak autorzy Handbook of the Birds of the World. Dawniej niektórzy autorzy uznawali ibisa płowego za jeden gatunek wraz z ibisem maskowym (T. melanopis) i ibisem Branickiego (T. branickii), przykładowo w monografiach Manual of Neotropical Birds (t. 1, 1977) i Storks, Ibises and Spoonbills of the World (1992). Wśród ibisów z tej grupy występuje duża zmienność w rozmiarach ciała i upierzeniu. Choć między ptakami z niektórych populacji występują znaczące różnice w wyglądzie, zasięgi występowania poszczególnych populacji i wzajemne ich przeplatanie się są słabo poznane. Prawdopodobnie zmienność ma charakter klinowy, kwestia możliwości lepszego podzielenia T. caudatus i T. melanopis na poszczególne taksony jest niejasna.

## Podgatunki i zasięg występowania
IOC wyróżnia następujące podgatunki:
- T. c. caudatus (Boddaert, 1783) – Kolumbia i Wenezuela po Gujanę Francuską, dalej na południe po Mato Grosso[6] (południowo-zachodnia Brazylia), południowe granice zasięgu niepewne; znane są przygodne obserwacje z Panamy[7] (pierwsza z 18 września 1950[9])
- T. c. hyperorius Todd, 1948 – wschodnia Boliwia po południowo-wschodnią Brazylię, Paragwaj, północną Argentynę i Urugwaj[6]

## Morfologia
Długość ciała wynosi 71–76 cm, masa ciała u dwóch zbadanych osobników: 1466 i 1550 g. Obszar wokół oka i po bokach szyi pokrywa naga czarna skóra, u niektórych osobników z brodawkami. Wierzch ciała jest szary z nieznacznym zielonawym połyskiem. Pokrywy skrzydłowe barwy od jasnoszarej po białą, w locie widać je jako jasną plamę na skrzydle. Głowa i szyja wyraźnie odcinają się kolorystycznie. W okresie zalotów przybierają kolor żółty o głębokim odcieniu, z czasem bieleją, być może wskutek stopniowego niszczenia piór. Wierzch głowy rdzawocynamonowy, podobnie jak i czasami pióra na szyi. Spód ciała ciemny, odwrotnie niż u ibisów maskowych; ibisy płowe odróżnia też brak przepaski na piersi. U przedstawicieli podgatunku nominatywnego spód ciała jest smoliście czarny. Ogółem ich upierzenie wyróżnia ciemniejsza tonacja niż u reprezentantów T. c. hyperiorus, które mają spód ciała bardziej brązowawy. Lotki szare z zielonym połyskiem. Kuper i pokrywy podogonowe ciemne. Sterówki czarne, u T. c. caudatus z połyskiem raczej niebieskim, u T. c. hyperiorus – zielonym. Tęczówka i nogi czerwone.

## Ekologia i zachowanie
Środowiskiem życia ibisów płowych są otwarte tereny – sawanny, pola uprawne, rancha i lasy świetliste, ponadto zasiedlają niewielkie mokradła i obszary zalewowe. W Kolumbii występowały niegdyś (według stanu wiedzy w 1986) do 1600 m n.p.m., współcześnie – do 1000 m n.p.m. W Wenezueli do 300 m n.p.m. Izolowana populacja podgatunku T. c. hyperiorus żyje w Argentynie na wysokości 2000 m n.p.m. w Sierra de Córdoba w okolicy Córdoby. Ibisy płowe żywią się głównie owadami, jedzą również pajęczaki, pareczniki, płazy i małe gady, czasami też ssaki. Żerują samotnie, w parach lub luźnych grupach. Odpoczywają w izolowanych skupiskach drzew. Mogą być hałaśliwe, szczególnie w locie i nad ranem po grupowym spoczynku nocnym.

### Lęgi
Na wenezuelskim Llanos ibisy płowe gniazdują w porze suchej częściej niż większość przedstawicieli swojego rzędu. Inne źródło mówi, że w Llanos aktywne gniazda notuje się cały rok, choć najczęściej w marcu i październiku – pod koniec pory suchej i w porze deszczowej. W kolumbijskim departamencie Huila jedną samicę w kondycji lęgowej pozyskano na początku kwietnia. Ibisy płowe gniazdują w luźnych grupach. Gniazdo ma formę platformy z gałęzi. Umieszczone jest wysoko na drzewie blisko końca gałęzi. Zniesienie liczy 2 lub 3 jaja. Mają zielonawą skorupkę pokrytą brązowymi plamami. Przynajmniej w 1992 nie były dostępne informacje na temat inkubacji i rozwoju młodych.

## Status zagrożenia
IUCN uznaje ibisa płowego za gatunek najmniejszej troski (LC, Least Concern) nieprzerwanie od 1988 (stan w 2019). Globalny trend liczebności populacji jest uznawany za stabilny, choć brak jakichkolwiek dokładnych szacunków.